# Villenave-d'Ornon
Villenave-d'Ornon är en kommun i departementet Gironde i regionen Nouvelle-Aquitaine i sydvästra Frankrike. Kommunen ligger i kantonen Villenave-d'Ornon som tillhör arrondissementet Bordeaux. År 2022 hade Villenave-d'Ornon 42 185 invånare.

## Befolkningsutveckling
Antalet invånare i kommunen Villenave-d'Ornon
Referens:INSEE